# 戸長

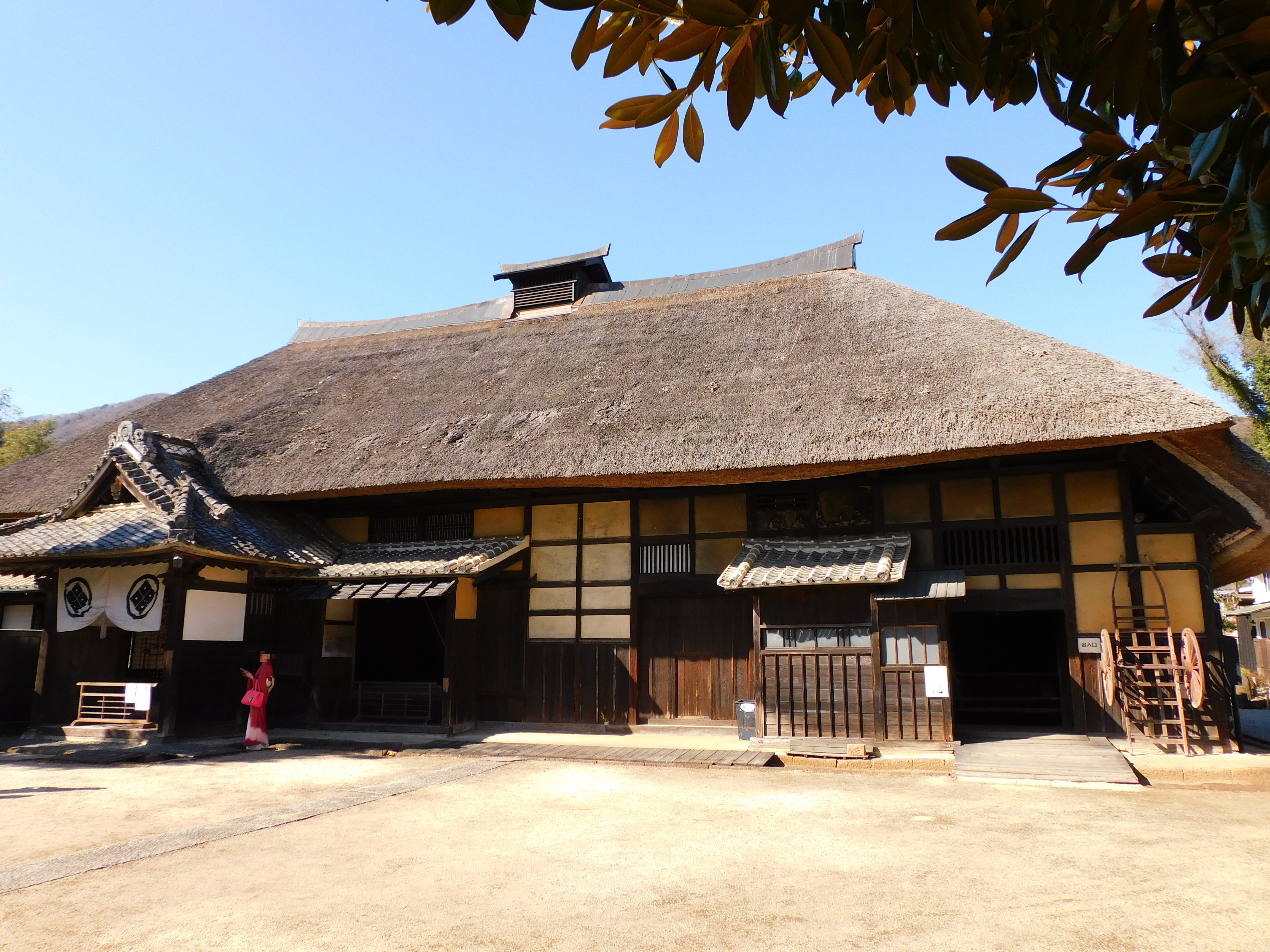
白石家戸長屋敷（栃木県栃木市）

戸長（こちょう）とは、明治時代前期に区・町・村に設置された行政事務の責任者のこと。

## 概要

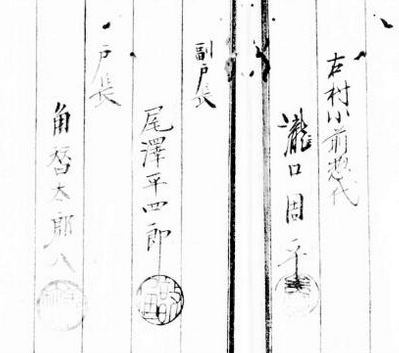
大区小区制当時の浜松県城東郡小貫村の村費取調書（部分）。戸長、副戸長、小前惣代の3名が連署し、1875年7月に浜松県令に提出された

1871年5月23日（明治4年4月5日）に戸籍法が制定された際に、7・8ヶ村を「区」と呼ばれる単位に編成して戸籍を区単位で管理することとした。各区にはその責任者として戸長・副戸長が置かれた。1872年5月15日（明治5年4月9日）に太政官布告によって、旧来の庄屋・名主などの村役人の呼称を廃止して戸長・副戸長と呼ぶこととなった。だが、従来の「区」との関連付けが不十分であったために、同年11月10日（10月10日）に旧来の郡・町・村の行政区分を廃して大区小区制を導入、大区に区長、小区に戸長・副戸長を設置することとして、戸長・副戸長は戸籍の管理のみならず、明治政府による行政政策の実施にあたるようになった。ただし、細かい規定は府県などに任されていたため、副戸長も「戸長」と呼ばれる場合が多く、選出方法もまちまちであった。
1878年（明治11年）の郡区町村編制法では、旧来の郡・町・村を復活させ、各町村（小規模町村では複数の町村単位）ごとに民選の戸長を選出することとし、戸長が行政事務を行うための戸長役場も設置されることになった。戸長はかつての庄屋・名主層などの名望家から選出される場合が多かった。また、その職掌は戸籍の管理と並んで、地券管理・国税徴税・義務教育・徴兵事務・布告布達の伝達・水利土木厚生等公共事業の施工などに及んだ。戸長は政府の地方官（旧来の代官）としての側面と旧来の村役人としての性格を並存させており、その矛盾は戸長が自由民権運動の指導者となる形で現れることになった。
1884年（明治17年）5月7日、政府は戸長制度の改革を行い、戸長を知事の任命による官選に切り替えて平均5町村500戸に戸長1名を置く制度に変更した。これに伴って戸長役場も連合戸長役場に再編されるものもあった。これによって政府の国策に忠実な行政官を戸長に任命することが可能になったが、一方で戸長の給与を改善して既存の戸長を政府側に取り込む措置も図られた。1889年（明治22年）の市制・町村制の導入によって廃止された。